# Räbke
Räbke település Németországban, azon belül Alsó-Szászország tartományban. Lakosainak száma 771 fő (2023. december 31.).

## Népesség
A település népességének változása:
| Lakosok száma | 715  | 701  | 682  | 740  | 778  | 771  |
|               | 2016 | 2017 | 2019 | 2021 | 2022 | 2023 |